# Alija Izetbegović
Alija Izetbegović (pronunciado [ǎlija ǐzedbeɡoʋitɕ]; Bosanski Šamac, 8 de agosto de 1925 - Sarajevo, 19 de octubre de 2003) fue un político, activista, abogado, escritor y filósofo bosnio que ejerció como presidente de la República de Bosnia y Herzegovina, entre 1990 y 2000 (desde 1996 como miembro de la presidencia colectiva). Además, Izetbegović escribió varios libros, siendo el más destacado El islam entre Oriente y Occidente, además del libro titulado Declaración islámica.

## Primeros años
Izetbegović nació en la ciudad de Bosanski Šamac, situada al norte de Bosnia, y fue uno de los cinco hijos de una distinguida pero humilde familia descendiente de antiguos aristócratas turcos de Belgrado, que huyeron a Bosnia después de que Serbia lograra su independencia del Imperio Otomano. Su abuelo fue alcalde de Bosanski Šamac.
Izetbegović participó activamente en su juventud en la sociedad bosnia. A pesar de pertenecer a una familia devota del islam, recibió una educación laica y pudo graduarse de la escuela de Derecho de Sarajevo. En esta época se unió a la Mladi Musulmani (Jóvenes Musulmanes), un grupo de jóvenes que ayudó a refugiados durante la Segunda Guerra Mundial. Durante la mayor parte de la guerra, no tomó parte en acciones armadas, con excepción de medio año al comienzo de la misma en las fuerzas partisanas.
En 1943, como líder de la Mladi Musulmani, recibió en Sarajevo a Amin al-Husayni, principal aliado de Adolf Hitler en Oriente Medio.

## Disidencia
Después de la Segunda Guerra Mundial Izetbegović fue detenido en 1946 y condenado a tres años de prisión acusado de actividades anticomunistas. Una vez libre, obtuvo una licenciatura en Derecho en la Universidad de Sarajevo y siguió implicado en la política bosnia, coincidiendo con la prohibición y disolución de los Mladi Muslimani, acusados de sedición en relación con un reciente motín callejero; de promover el odio tanto étnico como religioso y de haber mostrado una orientación filofascista durante la guerra. Sin embargo, Izetbegović y otros compañeros continuaron activos en la clandestinidad. 
En las cuatro décadas siguientes Izetbegović pasó por la cárcel en tres ocasiones más: en 1951, cuando fue condenado a tres años por desarrollar "actividades subversivas"; en 1972, por su autoría del opúsculo "Declaración Islámica"; y, en 1983, cuando recibió una pena de 14 años de cárcel, acusado esta vez de desarrollar "actividades panislámicas". En su "Declaración Islámica" de 1970 Izetbegović plantea la imposibilidad de convivencia entre el islam y las instituciones laicas de Yugoslavia, y postula la república islámica como la forma de Estado ideal para una futura Bosnia independiente. Exhorta a la toma del poder por los militantes musulmanes allá donde sean «moral y numéricamente superiores» con el objeto de «destruir el poder no islámico» existente y construir un «poder islámico».

## Vida política
En 1990 funda el Partido de Acción Democrática (SDA), de ideas nacionalistas, que se convierte en la formación mayoritaria de la República Socialista de Bosnia y Herzegovina. Ante el auge de los partidos nacionalistas en Croacia y Serbia, así como del aumento de las tensiones interétnicas, Izetbegović declaró que estaba dispuesto a «sacrificar la paz por la libertad de su pueblo».
Tras las declaraciones de independencia de Eslovenia y Croacia en 1991, el Parlamento de Bosnia-Herzegovina proclamó la soberanía en octubre de ese mismo año y organizó un referéndum (boicoteado masivamente por los serbobosnios) sobre la independencia del país en que el "sí" (que Izetbegović y el SDA defendían) resultó vencedor, por lo que el 13 de marzo de 1992 se proclamó la independencia de la República de Bosnia-Herzegovina. Este hecho precipitó la Guerra de Bosnia, que devastó el país tras los combates de serbobosnios (apoyados primero por el Ejército Popular Yugoslavo y formando después el Ejército de la República Srpska) contra bosniocroatas (armados en el Consejo Croata de Defensa) y bosníacos (Ejército de la República de Bosnia y Herzegovina), e incluso, durante un período del conflicto, entre estos dos últimos.

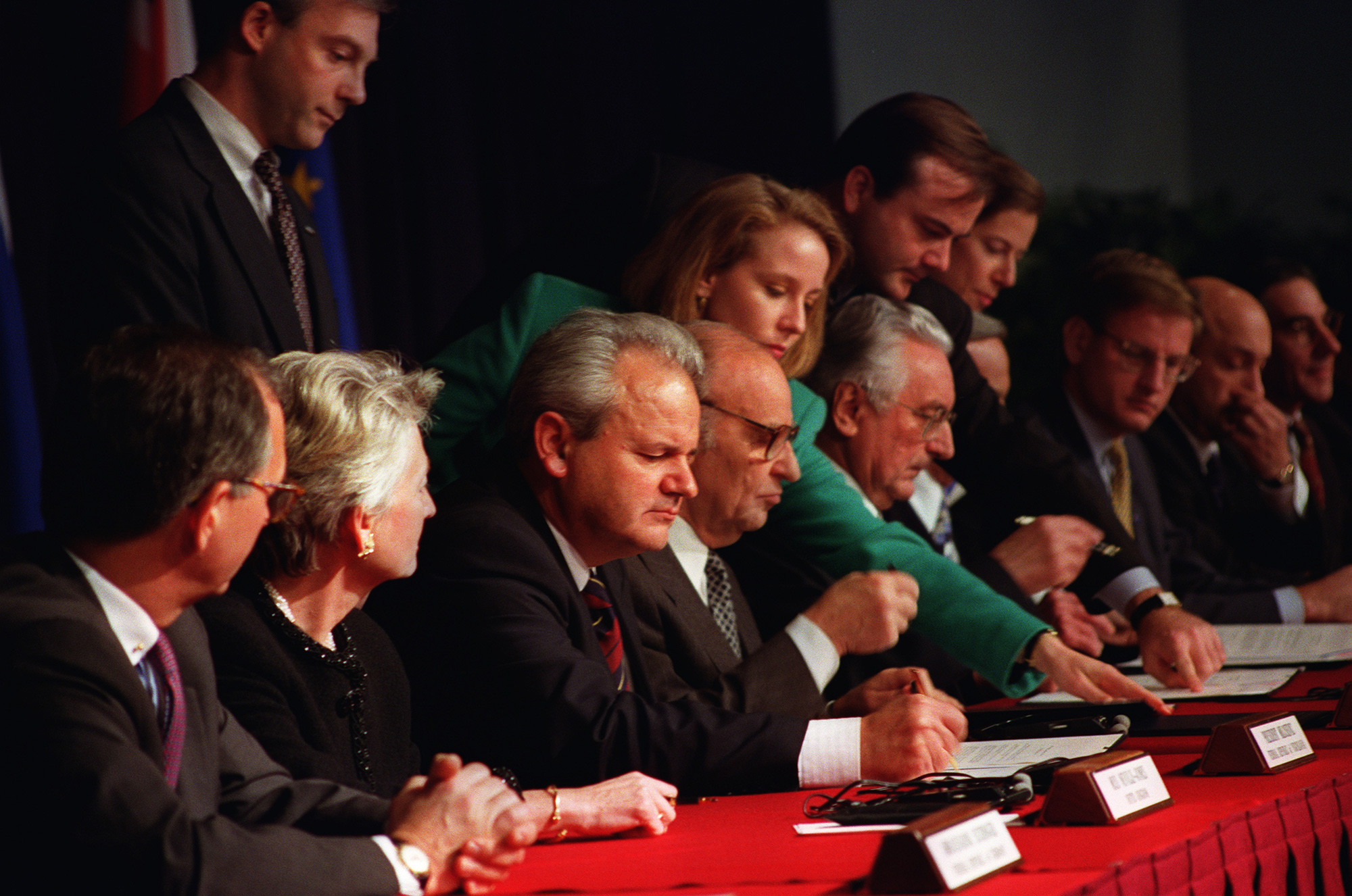
De izquierda a derecha Slobodan Milošević, Alija Izetbegović y Franjo Tuđman, firmando en París los Acuerdos de Dayton que pusieron fin a la guerra de Bosnia, el 14 de diciembre de 1995.

Izetbegović fue uno de los firmantes de los Acuerdos de Dayton, junto con Franjo Tuđman (presidente de Croacia) y Slobodan Milošević (presidente de Serbia), que pusieron fin a las Guerras Yugoslavas en diciembre de 1995.

## Acusación de crímenes de guerra
Tras los acuerdos, diversas instituciones serbias solicitaron en dos ocasiones al Tribunal Penal Internacional para la ex Yugoslavia (TPIY) el procesamiento de Izetbegović por crímenes de guerra y otros cargos. Esto propició una investigación por parte del TPIY, pero se interrumpió en 2003, debido a su fallecimiento. En su autobiografía Cuestiones ineludibles, Izetbegović admitió que en una ocasión, un pequeño número de soldados del Ejército bosnio mataron deliberadamente a civiles serbios, así como detalles de la lucha de su gobierno por mantener la disciplina en sus apresuradamente formadas Fuerzas Armadas.

## Fallecimiento
Izetbegovic murió en Sarajevo en octubre de 2003 a causa de una enfermedad cardíaca, que se complicó luego de que sufriera una caída en su domicilio. En ese entonces, una investigación llevada por el TPIY estaba en curso, no pudiendo llegar a emitir una sentencia definitiva.
Con posterioridad a su muerte, existieron algunas iniciativas por renombrar una parte de la principal calle de Sarajevo (llamada Calle del Mariscal Tito) y del Aeropuerto Internacional de Sarajevo en su honor. Debido a las objeciones presentadas por los políticos de la República Srpska, la comunidad internacional y el británico Paddy Ashdown, ninguna de las iniciativas se llegaron a cumplir. El 11 de agosto de 2006, la tumba de Izetbegovic, ubicada en el cementerio Kovaci en Sarajevo, fue seriamente dañada por una bomba. La identidad de los autores nunca llegó a ser dilucidada.
Su hijo Bakir Izetbegović fue elegido en 2010 miembro bosníaco de la Presidencia de Bosnia y Herzegovina.